# Platyzoma speluncae
Platyzoma speluncae là một loài thực vật có mạch trong họ Pteridaceae. Loài này được (R. Br.) Desv. miêu tả khoa học đầu tiên năm 1827.